# Christliche Literatur-Verbreitung
Die Christliche Literatur-Verbreitung (CLV) ist ein Verlag für christliche Literatur. Er wurde am 15. Mai 1983 in Bielefeld gegründet.
Einen Schwerpunkt der Publikationen bilden Bibelausgaben, nämlich die Schlachter- und die Menge-Bibel, außerdem Schriften für das Studium der Bibel und evangelistische Themen sowie das Bibelprogramm CLeVer.

## Geschichte
Um kostengünstig missionarische Bücher anbieten zu können, gründete der aus der Brüderbewegung stammende Evangelist Wolfgang Bühne 1972 in Meinerzhagen die „Christliche Buchhandlung Bühne“. Aus dieser Arbeit entstand 1983 zusätzlich der Verlag „Christliche Literatur-Verbreitung“ in Bielefeld.

## Verlagsprogramm
Die Zahl der deutsch- und fremdsprachigen Publikationen umfasst ca. 700 Titel, die durchweg im evangelikalen/freikirchlichen Bereich angesiedelt sind.

### Autoren
CLV verlegt u. a. Bücher folgender Autoren:
| - Hugh E. Alexander - Gleason Leonard Archer - Tom Bisset - Wolfgang Bühne - John Bunyan - Wilhelm Busch - Hans-Werner Deppe - Wolfgang Dyck - Charles H. Dyer - Rudolf Ebertshäuser | - Stanley A. Ellisen - Arno C. Gaebelein - Duane T. Gish - Werner Gitt - Anthony Norris Groves - Ole Hallesby - Dave Hunt - Jakob Kroeker - Roger Liebi - Karin Lorenz | - Erwin W. Lutzer - John F. MacArthur - William MacDonald - James G. McCarthy - Josh McDowell - Watchman Nee - Wolfgang Nestvogel - Benedikt Peters - Jim Petersen - John Piper | - Hans-Jörg Ronsdorf - Ralph Shallis - Mike Shamy - Charles Haddon Spurgeon - Malcolm Steer - Patricia St. John - Alexander Strauch - Charles R. Swindoll - Aiden Wilson Tozer |

### Periodikum
Seit seiner Gründung gibt der Verlag ein Quartalsheft heraus, das 1968 durch den Jugendevangelisten Wolfgang Bühne als Kontaktblatt für die evangelistische Freizeitarbeit unter Jungen im Alter von 10–16 Jahren entstand. Die ersten drei Ausgaben erschienen unter dem Titel „Bibelkurs“ und titelte bis Heft 3/2006 unter „Kontaktblatt aktiver Christen“, danach als „fest & treu. Zeitschrift für aktive Christen“. Die Zeitschrift bringt häufig apologetische Beiträge, meist zu aktuellen Fragen.
Die Zeitschrift wurde bis Mitte 2009 von Andreas Fett redigiert.

### Verlagsprinzipien
Die CLV ist als gemeinnütziger Verein organisiert (Vereinsregister Bielefeld, VR 2173).
Da der Verlag sich als Missionswerk versteht, hat er sich folgende vier Prinzipien auf die Fahnen geschrieben:
- Kein Gewinn: Alle Überschüsse fließen in die Finanzierung weiterer Buch- und sonstiger missionarischer Projekte ein.
- Niedrige Preise: Kunden sind primär evangelistische Gemeinden, die Büchertische zum Zweck der Evangelisation betreiben.
- Hohe Auflagen, um die Druckkosten niedrig zu halten.
- Keine Schulden: Bücher werden nur dann aufgelegt, wenn bereits vorher das Geld für die Auflage (Druckkosten und Layout) vorhanden sind. Geldmittel sollen nicht durch Spenden erbracht, sondern durch projektbezogene Einzelmaßnahmen bereitgestellt werden.

Eine Besonderheit ist, dass fast alle Bücher des Verlags einschließlich vergriffener Bücher von dessen Website für den persönlichen Gebrauch heruntergeladen werden können.

### Kooperationen
Der Verlag kooperiert bei einigen Buchprojekten regelmäßig mit ihm nahestehenden christlichen Verlagen. Das jährlich erscheinende Andachtsbuch Leben ist mehr wird z. B. mit der Christliche Verlagsgesellschaft koproduziert. Weitere Zusammenarbeit besteht mit der Genfer Bibelgesellschaft. Seit 2023 arbeitet der Verlag in Koproduktion an der neuen deutschsprachigen Bibelübersetzung EsraBibel.

## Mitarbeiter
Bis auf wenige Ausnahmen arbeiten alle Mitarbeiter ehrenamtlich. Sie sehen ihre Arbeit als „Dienst für Gott“.